# Get Lucky (film 2013)
Get Lucky è un film del 2013, diretto da Sacha Bennett.